# Lipiny (powiat łukowski)
Lipiny – wieś w Polsce położona w województwie lubelskim, w powiecie łukowskim, w gminie Adamów. Przez miejscowość przepływa rzeka Czarna, dopływ Tyśmienicy.
| SIMC    | Nazwa | Rodzaj  |
| ------- | ----- | ------- |
| 0668100 | Praga | kolonia |

Wieś w ziemi stężyckiej w województwie sandomierskim w XVI wieku była własnością pisarza ziemskiego stężyckiego    Mikołaja Kłoczowskiego. Wierni Kościoła rzymskokatolickiego należą do parafii Nawiedzenia Najświętszej Maryi Panny w Woli Gułowskiej.
W latach 1975–1998 miejscowość należała administracyjnie do województwa siedleckiego.
Wieś stanowi sołectwo w gminie Adamów. Według Narodowego Spisu Powszechnego z roku 2011 wieś liczyła 293 mieszkańców.